# ナムチュック県
ナムチュック県（ナムチュックけん、ベトナム語：Huyện Nam Trực / 縣南直? ）は、ベトナムナムディン省の県。面積は163.89km²、人口は194,112人（2017年）である。

## 行政区画
1市鎮19社を管轄する。